# Aftermath (Here We Go)
«Aftermath (Here We Go)» es un sencillo del DJ y productor estadounidense Dave Audé en colaboración con el artista inglés de música electrónica Andy Bell, lanzado en 2014. Encabezó la lista del Billboard Dance Club Songs en agosto de 2014.

## Lista de temas
Descarga digital - Single
1. Aftermath (Here We Go) – 6:03
2. Aftermath (Here We Go) [Edit] – 4:44
3. Aftermath (Here We Go) [Radio] – 3:19

Descarga digital (Remixes)
1. Aftermath (Here We Go) [Extended] – 6:57
2. Aftermath (Here We Go) [Denzal Park Edit] – 3:04
3. Aftermath (Here We Go) [Denzal Park Remix] – 5:59
4. Aftermath (Here We Go) [Denzal Park Dub] – 5:00
5. Aftermath (Here We Go) [Ralphi Rosario Edit] – 3:41
6. Aftermath (Here We Go) [Ralphi Rosario Club] – 8:21
7. Aftermath (Here We Go) [Ralphi Rosario Dub] – 6:32
8. Aftermath (Here We Go) [Ikon Radio] – 4:15
9. Aftermath (Here We Go) [Ikon Club] – 5:36
10. Aftermath (Here We Go) [Ikon Dub] – 5:36

## Posicionamiento en listas
| Estados Unidos | Billboard Dance Club Songs       | 1  |
| Estados Unidos | Billboard Dance/Electronic Songs | 27 |

### Sucesión en listas
| Anterior: «Derezzed 2014» de Daft Punk con Negin | Billboard Dance Club Songs — Sencillo Nro 1 9 de agosto de 2014 | Siguiente: «Chandelier» de Sia |